# Xavier Mauméjean

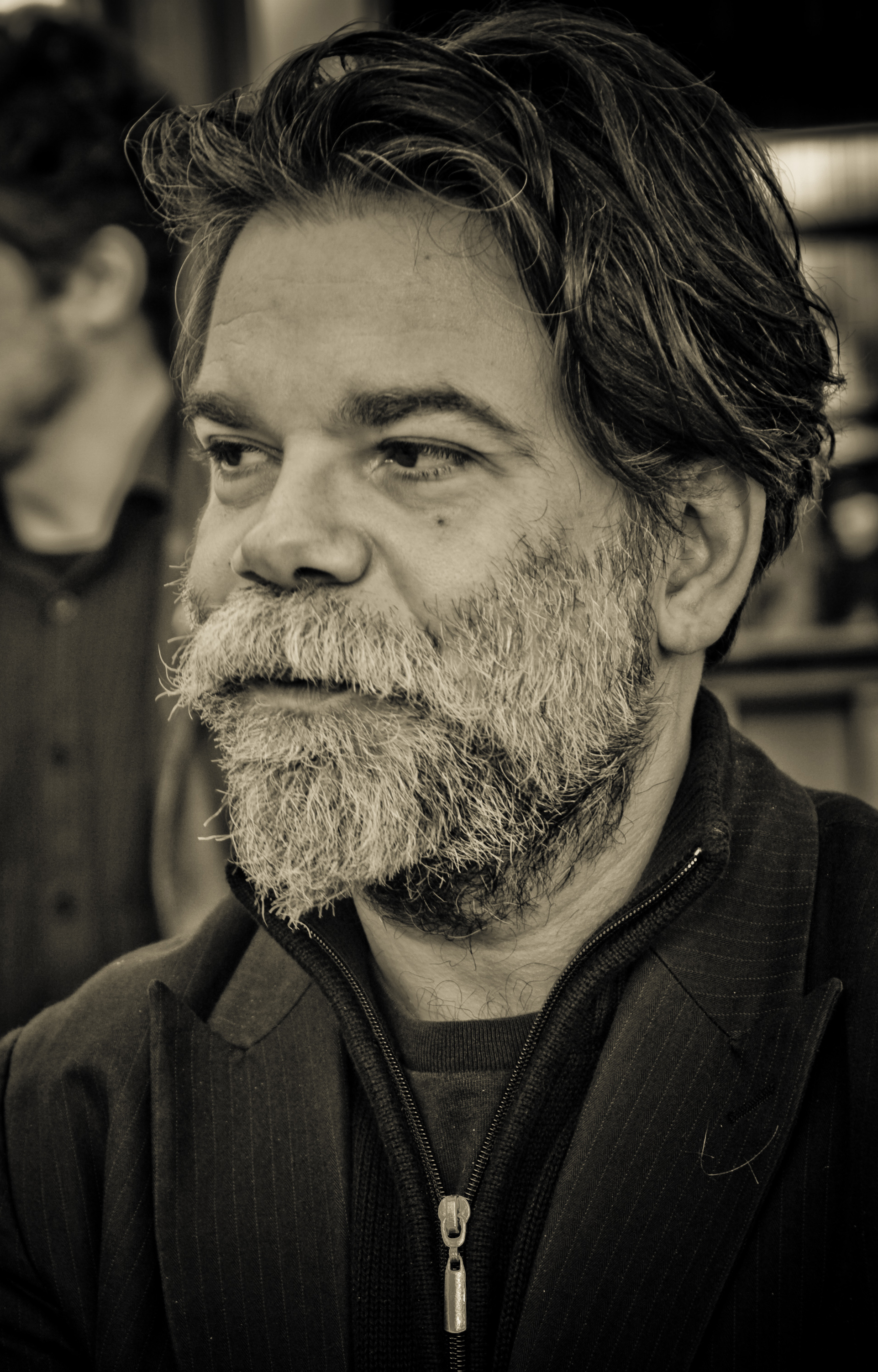
Xavier Mauméjean (2009)

Xavier Mauméjean (geboren am 30. Dezember 1963 in Biarritz) ist ein französischer Schriftsteller, bekannt als Autor von Science-Fiction, Fantasy und Kriminalromanen.

## Leben
Mauméjean studierte Philosophie und Religionswissenschaft. 2000 erschien sein erster Roman Les Mémoires de l'Homme-Éléphant, der auf dem Festival Fantastic'art in Gérardmer den Romanpreis erhielt. Er war Herausgeber mehrerer Buchreihen, darunter La Bibliothèque rouge bei Les Moutons électriques (2005–2012), der Jugendbuchreihen Royaumes Perdus (2007–2010) und Mondes imaginaires (2019–2013) des Verlags Éditions Mango und der Reihe Pandore bei Éditions Le Pré aux clercs (2012–2014).
2004 erschien der uchronistische Roman La Vénus anatomique, in dem der Philosoph La Mettrie zusammen mit dem Erfinder Vaucanson, dem Anatomen Fragonard und Casanova als Agenten des Königs arbeiten und eine künstliche Frau erschaffen. Der Roman wurde 2005 mit dem renommierten Prix Rosny aîné ausgezeichnet.
2008 erhielt Mauméjean zusammen mit Stéphane Boillot den Grand Prix de l’Imaginaire für den Roman Bloodsilver, der unter dem Gemeinschaftspseudonym Wayne Barrow veröffentlicht worden war.
Außerdem ist Mauméjean Autor zahlreicher Hörspiele, die auf France Culture ausgestrahlt wurden.
Mauméjean lebt mit seiner Frau und einer Tochter in Valenciennes in Nordfrankreich, wo er Philosophie am dortigen Gymnasium unterrichtet.

## Auszeichnungen
- 2000 Prix Gérardmer für den Roman Ganesha – Mémoires de l'Homme-Éléphant
- 2003 Prix Bob Morane für den Roman La Ligue des Héros
- 2005 Prix Rosny aîné für den Roman La Vénus anatomique
- 2008 Grand Prix de l’Imaginaire zusammen mit Stéphane Boillot für den Roman Bloodsilver
- 2009 Prix Rosny aîné für den Roman Lilliputia
- 2008 Prix Aslan für Lilliputia
- 2014 Prix Bob Morane, Spezialpreis für Steampunk – De vapeur et d'acier
- 2014 Grand Prix de la Radio[2]

## Bibliografie
Romane
- Les Mémoires de l'Homme-Éléphant (2000, auch als Ganesha - Mémoires de l'Homme-Éléphant)
- Gotham (2001)
- La Ligue des Héros (2002)
- L'Ère du dragon (2003)
- La Vénus anatomique (2004)
- Car je suis légion (2005)
- Les Nombreuses vies de Sherlock Holmes (2005, mit André-François Ruaud)
- Bloodsilver (2006, mit Stéphane Boillot als Wayne Barrow)
- Le Messager de l'Olympe (2006, mit Johan Heliot)
- Les Nombreuses vies d'Hercule Poirot (2006, mit André-François Ruaud)
- Sachem America (2006, mit Johan Heliot)
- Freakshow ! (2007)
- La Marque du dragon (2007, mit Johan Heliot)
- Poids mort (2007)
- Samouraï City (2007, mit Johan Heliot)
- Lilliputia (2008)
- Kraven (2009)
- La Guerre spéciale (2009)
- La Ligue des héros, l'intégrale (2009)
- La Reine des Lumières (2009)
- Rosée de feu (2010)
- Géographie de Sherlock Holmes (2011, mit André-François Ruaud)
- L'Ami de toujours (2011)
- Radio-théâtre (2011)
- Sherlock Holmes, une vie (2011, mit André-François Ruaud)
- Hercule Poirot, une vie (2012, mit André-François Ruaud)
- American Gothic (2013)
- Le Livre des superpouvoirs (2014)
- Kafka à Paris (2015)
- La Société des faux visages (2017)

Jugendbuch
- Le Bouclier du Temps (Jugendserie, mit Johan Heliot)
  - Le Messager de l'Olympe (2006)
  - Sachem America (2006)
  - La Marque du dragon (2007)
  - Samouraï City (2007)
- Le Journal de Nicolas Dorthiez à Londres (2008)
- La Guerre spéciale (2009)
- La Reine des Lumières (2009)
- L'Ami de toujours (2011)
- Le Livre des super pouvoirs (2014)

Sachliteratur
- Steampunk - De vapeur et d'acier (2013, mit Didier Graffet)

Hörspiele
- Forum (2002)
- Les Enrobés flottants (2003)
- La Nouvelle Eve ou Les Infortunes du Progrès (2004)
- Lilliputia, une tragédie de poche (2005)
- Sherlock Holmes : La Ligue des Rouquins (2008)
- Sherlock Holmes : Le Dernier problème (2008)
- Sherlock Holmes : La Maison vide (2008)
- Les Écorchés du Boulevard (2008)
- Hop Frog (2009)
- Le Scarabée d'or (2009)
- Le Système du professeur Goudron et du docteur Plume (2009)
- Fantômas, le Génie du Crime (2011)
- La Fin de Fantômas (2011)
- Frankenstein ou Le Prométhée moderne (2013)
- L'Affaire Freud-Houdini (2014)
- Le Miroir se brisa (2014)
- Grand hôtel Babylon (2016)
- L'Échiquier du Roi (2018)
- L'Échiquier du Roi 2 : La Reine d'hiver (2018)
- L'Échiquier du Roi 3 : L'Ecole de la nuit (2018)